# Ludwig von Waldeck
Ludwig von Waldeck (* im 14. Jahrhundert; † 30. September 1354) war Domherr in verschiedenen Bistümern und Domscholaster in Münster.

## Leben

### Herkunft und Familie
Ludwig von Waldeck war der Sohn des Grafen  Otto von Waldeck († 1305) und dessen Gemahlin Sophia von Hessen, Tochter des Landgrafen Heinrich I. von Hessen. Sein Onkel Adolf von Waldeck war Bischof von Lüttich. Gottfried, sein anderer Onkel, war Bischof von Minden.  Der münsterische Bischof Ludwig war sein Onkel mütterlicherseits.

### Wirken
Ludwig findet am 6. August 1337 erstmals als Domherr zu Münster urkundliche Erwähnung. In den Jahren 1337 bis 1346 war er auch Domherr in Minden. Nach dem Tode des Mindener Bischofs Ludwig war er in der provisorischen Stiftsregierung tätig. Ab dem Jahre 1341 besaß Ludwig auch ein Kanonikat in Bremen und war auch münsterscher Domscholaster. In dieser Funktion oblag ihm die Leitung der Domschule.